# Новоалександровка (Зілаїрський район)
Новоалекса́ндровка (рос. Новоалександровка, башк. Яңы Александровка) — село у складі Зілаїрського району Башкортостану, Росія. Входить до складу Бердяської сільської ради.
Населення — 119 осіб (2010; 135 в 2002).
Національний склад:
- росіяни — 88%